# ヤナギトラノオ
ヤナギトラノオ（柳虎の尾; 学名: Lysimachia thyrsiflora）は、サクラソウ科オカトラノオ属の多年草。
リンネの『植物の種』(1753年) で記載された植物の一つである。

## 特徴
地下茎があり、節を多くもって地中を長くはい、各節から多くのひげ根を出す。茎はやわらかく、円柱形で、直立し、高さは30-60センチメートルになる。葉は対生し、葉柄はなく、葉身は披針形から線状長楕円形で、長さ4-10センチメートル、幅1.5-2.5センチメートルになる。葉先は短くまたは長くとがり、縁は全縁でやややわらかく、葉の表面は無毛、裏面には早いうち淡褐色の長い綿毛が生える。
花期は6-7月。葉腋に長さ2-3センチメートルになる総状花序をつけ、黄色の小さい花を多数つける。花序は葉よりは短く、葉の間にかくれる。小花柄は長さ7-12ミリメートルになり、線状の短い苞がある。萼は6深裂し、裂片は線形になる。花冠は6深裂し、裂片は長さ4-5ミリメートルの広線形で、萼片の1.5倍の長さになる。雄蕊は6個あり、細長い花糸は花冠より長くのび、突き出る。花柱は長さ5ミリメートル。果実は径2.5ミリメートルの蒴果で、球状になり黒点がある。花は6数性であるが、まれに5数性、7数性のものがある。

## 分布と生育環境
日本では、本州中部地方以北、北海道に分布し、山地の湿原に生育する。世界では、北半球の寒帯に広く分布し、寒冷地の湿原に生育する。

## 和名の由来
葉がヤナギ（柳）のようであり、花穂がオカトラノオ（丘虎の尾）に似ることによる。